# Nicolas Grozelier
 (juillet 2024).
Si vous disposez d'ouvrages ou d'articles de référence ou si vous connaissez des sites web de qualité traitant du thème abordé ici, merci de compléter l'article en donnant les références utiles à sa vérifiabilité et en les liant à la section « Notes et références ».
Nicolas Grozelier, 1692-1778, est un fabuliste français.

## Biographie
Grozelier, est un littérateur français né à Beaune, le 27 août 1692 et décédé le 19 juin 1778. Il entra dans la congrégation de l'Oratoire en 1710, à l'âge de 18 ans. Dans cet établissement il enseigna les belles-lettres, la philosophie et la théologie. Il composa bon nombre de poésies ; et l'on cite de lui un assez grand nombre de petites pièces presque toujours écrites d'un style facile et naturel.
Un recueil de ses fables a été publié en six livres, en 1768.

## Œuvres
- Fables nouvelles, divisées en six livres, et dédiées a monseigneur le duc de Bourgogne, À Paris, chez Desaint & Saillant, 1760
- Fables nouvelles, divisées en six livres, et dédiées a monseigneur le Dauphin, À Paris, chez Des Ventes de la Doué, 1768
- Observations curieuses sur toutes les parties de la physique, extraites et recueillies des meilleurs mémoires, A. Cailleau, 1726-1730